# Lingua sassarese
Il sassarese (sassaresu [sassaˈɾeːzu], linga sassaresa; in sardo tataresu), anche noto come turritano (turritanu), è una lingua romanza nata, secondo alcune teorie, come lingua franca intorno al XII secolo da una base toscano-corsa, evolutasi poi autonomamente con influenze liguri, catalane, spagnole e soprattutto sardo logudoresi, tanto da essere oggi considerato, analogalmente al vicino gallurese, come un idioma di transizione sardo-còrso.
Il sassarese è parlato in una piccola ma popolata fascia della Sardegna nord-occidentale lungo il golfo dell'Asinara, nella Nurra, Romangia e Anglona, ovvero nei comuni di Sassari, Porto Torres, Sorso, Stintino, tutti facenti parte della provincia di Sassari. Il castellanese, invece, è parlato nei comuni di Castelsardo, Sedini, Tergu e in alcune frazioni di Valledoria.

## Caratteristiche e diffusione
Il turritano, pur essendo evidente la sua base toscano-corsa, ha avuto un'evoluzione autonoma per quasi un millennio con esiti distintivi, e ha subito notevoli influenze esterne, in particolare fonetiche e lessicali: alcune più limitate come quelle liguri e iberiche, altre più marcate come dal sardo logudorese, parlato in origine nella zona. Data la comune matrice linguistica e la condivisione di vicende storico-geografiche, il Turritano viene generalmente associato al Gallurese, lingua parlata nella restante parte settentrionale dell'isola.
È verosimile che tutti i centri del sassarese siano uniti dagli eventi del XII-XIII secolo che portarono alla loro nascita o consolidamento, forse comuni anche alla città di Alghero, fondata dai Doria, prima dell'avvicendarsi della popolazione originaria con immigrati catalani.
Nelle città di Sassari e Porto Torres, il sardo logudorese è diffuso per via dell'immigrazione dai paesi sardofoni, ma anche in passato era parlato e conosciuto come lingua colta dalla classe agiata insieme a italiano e spagnolo, e quasi un millennio fa, prima della nascita del sassarese, era la lingua comune del territorio. Era la lingua propria della nobiltà, che non aveva la cittadinanza sassarese ma risiedeva in città. In questo senso costituiva la varietà diastratica superiore, in stato di "dilalia" col sassarese, salvo estinguersi con la fine del feudalesimo nel contado della Sardegna nord-occidentale agli inizi del XIX secolo. Negli ultimi due secoli nella zona da un lato è andata aumentando l'influenza del sardo dovuta all'immigrazione dal resto dell'isola, in larga prevalenza dal capo di sopra, dall'altro è aumentata anche l'immigrazione dal resto d'Italia e l'uso dell'italiano nella vita quotidiana.

## Varianti
Il sassarese è molto simile al castellanese, varietà di transizione tra il sassarese e il gallurese.

## Produzione artistica
La produzione artistica in sassarese trova massima espressione nei campi della poesia, della commedia teatrale e della musica folcloristica. Nella letteratura riveste notevole importanza storica la poetica di autori come Salvator Ruju, Pompeo Calvia, Gian Paolo Bazzoni e Giuseppe Tirotto. Nel teatro esiste un'importante tradizione di recitazione in vernacolo, con decine di spettacoli in cartellone ogni anno e diverse compagnie attive, fra cui Paco Mustela, La Quinta,  La Combricola dell'Arte, La Frumentaria, Teatro Sassari. Importante è anche la produzione musicale, identificata nella Canzone sassarese, dove fra i principali cantanti e cantautori folk troviamo Ginetto Ruzzetta, Tony Del Drò, Giovannino Giordo, Gianni Paulesu, Franco Russu e i gruppi Trio Folk Sardinia, Trio Latte Dolce, Trio Folk Sassari in carthurina, La cumpagnia; e tra gli autori dei testi delle più note ed autorevoli canzoni folk sassaresi: Franco Paulesu (noto Franzischinu).

## Storia e filologia
Il sassarese nasce intorno al XII-XIII secolo, con l'affermarsi di Sassari in libero Comune alleato con Pisa e poi Genova, e la fondazione di centri vicini come Castelsardo o Alghero. Le varie lingue parlate nel territorio iniziano a trasformarsi in senso mercantile, diventando facilmente comprensibili agli abitanti toscani, corsi, sardi, liguri e iberici. Nel 1316 gli Statuti Sassaresi vengono redatti in latino e sardo logudorese, essendo considerate le lingue colte dell'isola, ma già allora la popolazione parlava prevalentemente una sorta di dialetto sardo-corso-toscano (cioè in sassarese).
Nel 1943 il linguista tedesco Max Leopold Wagner propose questa interpretazione delle origini del Sassarese, riprendendo la tesi di Vittorio Angius, ampiamente screditata, sull'esistenza di un morbo letale in base alla lingua parlata:
(Max Leopold Wagner, "La questione del posto da assegnare al gallurese e al sassarese" in "Cultura Neolatina 3", 1943, pp. 243-267)
Pasquale Tola ne descrisse la nascita con queste parole:
(Pasquale Tola, Prefazione al "Codice degli Statuti della Repubblica di Sassari")
Più studiosi rintracciano la componente primaria nel dialetto pisano, come lo scrittore sassarese Enrico Costa e lo studioso Mario Pompeo Coradduzza, dove entrambi non sembrano propendere per un'influenza più rilevante del sardo rispetto ad altri apporti linguistici.
(Enrico Costa, "Sassari")
(Mario Pompeo Coradduzza, "Il sistema del dialetto", 2004)
Secondo Mauro Maxia il sassarese è da derivare piuttosto dal corso, lingua importata dalla cospicua comunità corsa presente in città fin dalle sue origini:
(Mauro Maxia, "Studi sardo-corsi. Dialettologia e storia della lingua tra le due isole", p.58)
Alcune lettere di funzionari e religiosi spagnoli datate al 1561 già evidenziano il contesto poliglotta cittadino e l'affermazione del sassarese fra i vari idiomi:
(Baldassarre Pinyes, rettore del collegio dei Gesuiti di Sassari)
(Padre Francisco Antonio)
(Padre Francisco Antonio)
(Baldassarre Pinyes, rettore del collegio dei Gesuiti di Sassari)
(Padre Francisco Antonio)
(Padre Francisco Antonio)
Nel 1997 è arrivato il riconoscimento ufficiale della Regione Autonoma della Sardegna, se non come lingua di pari dignità almeno come dialetto distinto dal sardo e dal gallurese:
(Regione Autonoma della Sardegna. Art. 2 comma 4, L.R. 15-10-1997 della, sulla Promozione e valorizzazione della cultura e della lingua della Sardegna.)
Nel 2022, nell'ambito di un progetto della RAS, una commissione di esperti si è riunita e ha creato il primo standard ortografico ufficiale per la lingua sassarese. Oltre alle norme ortografiche, il documento contiene lineamenti di fonetica, grammatica, fraseologia e lessico, nonché una sezione bibliografica con un elenco di opere letterarie. Lo standard, adottato in via sperimentale, permette di trascrivere sia il sassarese cittadino che le varietà provinciali. Il documento è consultabile qui in lingua italiana e qui in sassarese.

## Elementi costitutivi tipici
Rispetto al gallurese, con cui presenta forti analogie, il sassarese ha subito maggiori influenze da parte del sardo nella sua variante logudorese, sia nella pronuncia che nel lessico, pur mantenendo le caratteristiche grammaticali generali del corso-toscano. Secondo Ethnologue il sassarese ha somiglianza lessicale con il gallurese all'81%, con l'italiano per il 76% e col sardo logudorese al 86%.

### Tratti comuni all'area italoromanza
- Grammatica e struttura dei verbi tipicamente simile al gallurese, al corso e all'italiano;
- Caduta delle consonanti finali, ampiamente presenti in sardo;
- Formazione del plurale dal nominativo latino, come in gallurese, corso e italiano, anziché dall'accusativo, come in sardo e nelle lingue romanze occidentali in genere (esempio: sass. occi dal nominativo 'oculi', log. ogros dall'accusativo 'oculos');
- Articoli determinativi lu, la, li (a Sassari, Porto Torres e Sorso pronunciati "ru", "ra", "ri", in posizione postvocalica), derivati, come in gallurese, corso e italiano antico, dal lat. 'illum', 'illam' (per quanto riguarda il maschile e femminile singolari) e da 'illi', 'illæ' (per quanto riguarda il maschile e femminile plurali); invece gli articoli determinativi del sardo logudorese, sono su, sa, sos, sas, derivati, rispettivamente, dal lat. 'ipsum', 'ipsam', 'ipsos', 'ipsas';
- Trattamento di -gn- e -ng- come nei dialetti corsi e toscani: casthagna (castagna), Sardhigna (Sardegna), linga (lingua); il fenomeno -gn- si presenta sporadicamente anche in sardo (ad es. Sardigna/Sardinnia).
- La forma del verbo all'infinito come in toscano e corso perde la desinenza -re e descrive le due principali declinazioni in -à ed -ì (amà, parthì), i pochi verbi in -è sono irregolari. La forma è comune anche alla desinenza muta in "-r" del catalano ("anar", "saber", "córrer", "fugir", pronunciati anà, sabé, corre, fugì) ed è una caratteristica comune anche al dialetto algherese, dov'è però presente qualche eccezione.[17]

### Tratti comuni all'area romanza meridionale o insulare
- Originariamente, il sassarese presentava la doppia -dd- cacuminale /ɖ:/, evolutasi dal gruppo -ll- latino (es. castheddu, beddu, nieddu, [castello, bello, nero]), come nel gallurese/corso meridionale. Oggi, tuttavia, questo suono è completamente scomparso dal sassarese di Sassari, dove è stato sostituito in ogni posizione dalla forma semplificata [dd] (come nell'italiano Maddalena): si tratta di un'innovazione introdotta all'inizio del Novecento dai giovani di quel tempo, poi divenuta la norma. Possiamo ancora trovare il suono cacuminale nelle varianti provinciali (Sorso, Porto Torres e Stintino), sebbene anche qui sia attualmente in regressione. Lo stesso suono è presente anche in sardo, benché meno diffuso (anche rispetto al gallurese), nel siciliano e in alcuni paesi delle Alpi Apuane;
- Conservazione del finale in -u atona, caratteristica comune al corso e al sardo;
- Passaggio a -rr- del gruppo -rn- (turrà [tornare], carri [carne]), come nel gallurese, nel corso meridionale e nel sardo (torrare, carre (carne umana));
- Parziale betacismo: in posizione intervocalica, i fonemi /b/ e /v/ vengono entrambi pronunciati con il suono bilabiale [β] (lenizione). Ad es.: lu basgiu [lu ˈβaʒu] 'il bacio', abà [aˈβa] 'adesso, ora', lu vinu [lu ˈβinu] 'il vino'. Questo, tuttavia, non avviene quando i due fonemi si trovano a inizio parola e seguono una vocale tonica: in questo caso, i suoni non vanno incontro a lenizione ma rimangono gli stessi e vengono raddoppiati: ad es. è bedda [ɛ ˈbbɛdda] 'è bella', [ɛ ˈvveru] 'è vero'. Anche all'inizio di una frase, a inizio parola i suono rimangono distinti in /b/ e /v/.
 Per convenzione, quando il suono [β] intervocalico è in corpo di parola, per indicarlo si usa la lettera {b} singola: ad es. cantaba e baddaba [kanˈtaβa] e [badˈdaβa] 'cantavo/cantava' e 'ballavo/ballava'. 
 Possiamo osservare il suono della [β] anche in sardo, dove è allofono di /b/ singola intervocalica: ad es. nelle parole pabassa [paˈβassa] 'uva passa' e cantaban [kanˈtaβan(a)] 'cantavano',[18] nonché di /p/ a inizio parola dopo vocale atona (ad es.: sa primma [sa ˈβrimma] 'la prima').[19]
 Forme di lenizione di /b/ e /v/ intervocaliche sono presenti anche in lingua corsa (dove oggi è più comune la realizzazione [w]); probabilmente, all'origine del fenomeno in sassarese vi è anche un influsso dello spagnolo, lingua che ha avuto un grande influsso sul sassarese e dove /b/ e /v/ intervocalici sono sistematicamente confusi in [β] (ad es.: sabes [ˈsaβes] '(tu) sai' e la voz [la ˈβoθ] 'la voce'). Tuttavia, a differenza di quanto accade nel sassarese, il betacismo spagnolo è totale: ciò significa che i fonemi vengono sempre confusi (anche a inizio parola, quando si trovano all'inizio di una frase, vengono realizzati entrambi [b]; dopo consonante, invece, vengono pronunciati [b] o [β] a seconda dei casi).[20]
 Il mantenimento della -v- intervocalica come presente nel corso centro-meridionale è una caratteristica del castellanese.

| Sardo logudorese | Sassarese          | Castellanese | Gallurese          | Italiano    |
| ---------------- | ------------------ | ------------ | ------------------ | ----------- |
| bentu            | ventu              | ventu        | ventu              | vento       |
| binu             | vinu               | vinu, 'inu   | vinu, 'inu         | vino        |
| abba             | eba                | eva          | ea                 | acqua       |
| como             | abà                | avà          | abà                | adesso, ora |
| balisia          | barisgia, varisgia | valisgia     | balisgia, valisgia | valigia     |
| àere, tennere    | abé, tinì          | avé          | aè                 | avere       |
| nie              | nebi               | nevi         | nii                | neve        |
| nou              | nobu               | nou          | nou                | nuovo       |
| boghe            | bozi               | bogi         | voci               | voce        |
| ua, àghina       | uba/ua             | ua           | ùa                 | uva         |

### Tratti peculiari
- c- viene pronunciato g- in iniziale di parola: garru per il gall. carru e il castellanese carru ;
- Le parole che iniziano con il gruppo gi- (già, girà, genti, giuggà, gesgia) vengono anche pronunciate in maniera iotica, ossia sostituendo la -g- con una -j- (ja, jirà, jenti, juggà, jesgia);
- Raddoppio della -g- velare (nel castellanese il suono è più dolce rispetto al sassarese, trattandosi di un suono intermedio tra c velare e g velare), che prende il posto anche della -c- gallurese:

| Sardo logudorese | Sassarese       | Castellanese | Gallurese | Italiano         |
| ---------------- | --------------- | ------------ | --------- | ---------------- |
| trigu            | triggu          | triggu       | tricu     | grano, frumento  |
| logu             | loggu           | loggu        | locu      | luogo            |
| deo so           | eu soggu        | eu soggu     | eu socu   | io sono          |
| agabbare         | aggabbà/accabbà | agabbà       | agabbà    | smettere, finire |
| antigu           | antiggu         | antiggu      | anticu    | antico           |

- Utilizzo della g e della c palatale (il suono corso/gallurese è però presente nel dialetto castellanese):

| Sardo logudorese               | Sassarese                       | Castellanese | Gallurese    | Italiano   |
| ------------------------------ | ------------------------------- | ------------ | ------------ | ---------- |
| bugiu, buju                    | buggiu                          | bugghju      | bugghju      | buio       |
| agiudu, azudu, ajutoriu        | aggiuddu                        | agghjuddu    | agghjutu     | aiuto      |
| betzu, beju, becciu            | vecciu                          | vecchju      | vecchju      | vecchio    |
| abbaidande                     | figgiurendi,abbaiddendi,mirendi | figghjulendi | figghjulendi | osservando |
| bennarzu, gennargiu, ghennarzu | ginnaggiu                       | ghjinnagghju | ghjinnagghju | gennaio    |
| ogios, ojos, ogros, ogos       | occi                            | occhji       | occhji       | occhi      |
| cheja, clesia, cresia          | gesgia                          | ghjesgia     | ghjesgia     | chiesa     |

- Inversione in alcuni casi del gruppo -tr-: predda (pietra) a Sassari per il castell. pedra, il gall. petra e il sardo logudorese pedra (ma in nuorese e campidanese anche preda/perda);
- Passaggio da -u- a -o- all'interno di una parola (in sardo prevale la "u", ma occasionalmente si può trovare anche la "o"):

| Sardo logudorese  | Sassarese           | Castellanese | Gallurese | Italiano |
| ----------------- | ------------------- | ------------ | --------- | -------- |
| chibudda, cibudda | ziodda              | ciodda       | ciudda    | cipolla  |
| turre, torra      | torri, turra, torra | torri        | turri     | torre    |
| furru, forru      | forru               | forru        | furru     | forno    |

- Formazione del futuro, che in sassarese è particolare. Si può infatti formare 1) in maniera perifrastica, come in sardo: es. eu aggiu a abè (io avrò), tu ai a fabiddà (tu parlerai), etc.; 2) in maniera composita come nelle altre lingue romanze, e in particolare l'italiano, corso e gallurese: es. eu abaraggiu (io avrò), tu abaré (tu avrai), eddu abarà (lui avrà) noi abaremu (noi avremo) voi abareddi (voi avrete) eddi abaráni (loro avranno); 3) combinando i modi menzionati in precedenza, es. eu abaraggiu a vidé (io vedrò), tu abaré a aggabbà (tu finirai), etc.

### Influenze corse
- Mantenimento della -e- come nel corso centrale di transizione:

| Sardo logudorese | Sassarese | Castellanese | Gallurese | Italiano |
| ---------------- | --------- | ------------ | --------- | -------- |
| issos            | eddi      | eddi         | iddi      | essi     |
| nie              | nebi      | nevi         | nii       | neve     |
| deo, eo          | eu        | eu           | eu        | io       |

- Mantenimento del gruppo -gl- come nel corso centrale:

| Sardo logudorese | Sassarese | Castellanese | Gallurese | Italiano |
| ---------------- | --------- | ------------ | --------- | -------- |
| fizu             | figlioru  | figliolu     | fiddolu   | figlio   |
| leare, pigare    | piglià    | piglià       | piddà     | prendere |
| mezus            | megliu    | megliu       | meddu     | meglio   |

- Il plurale non varia nel genere maschile e femminile, come nel corso meridionale e nel gallurese, a differenza del sardo (sa terra → sas terras, sa femina → sas feminas, su campu → sos campos) e del corso cismontano o settentrionale (a terra → e terre, a donna → e donne, u campu → i campi); lo stesso fenomeno ha contagiato il sardo logudorese parlato a Sennori.
- Terminazione di vocaboli in -ai (ziddai [città], triniddai [trinità]), come in gallurese e corso antico (ma ancora in uso in alcune varietà, come il sartenese) - in sardo tzitade e trinidade.

### Influenze toscane
- Presenza, unica fra tutte le lingue romanze, della laterale fricativa alveolare sorda /ɬ/. Parziale lambdacismo e pronuncia [ɬ(t)] per i gruppi -lth-, -sth-, -rth-;[21] allo stesso modo, è presente anche la laterale fricativa alveolare sonora /ɮ/, per cui i corrispondenti gruppi sonori -ldh-, -sdh-, -rdh- vengono pronunciati con il suono [ɮ(d)];[22] aspirazione, con pronuncia [x] o [xx],[23] per i gruppi -lch-, -sch-, -rch- (simile allo spagnolo ojos o al tedesco Bach). Lo stesso fenomeno ha contagiato il sardo logudorese dei centri vicini, come a Nulvi, Ozieri e Ploaghe. Il fenomeno dell'aspirazione non è presente nei dialetti castellanesi, che mantengono un suono vicino alla "l". Un fenomeno simile era tipico nel Medioevo dei dialetti dell'area pisana meridionale e del livornese (ad es. "alcoltare", "ilchiaffare", "reltare", "dilcrizione"):

| Sardo logudorese | Sassarese                            | Castellanese | Gallurese   | Italiano     |
| ---------------- | ------------------------------------ | ------------ | ----------- | ------------ |
| àteru            | althru (pron. aɬtru)                 | altru        | altru       | altro        |
| posta            | postha (pron. poɬta)                 | polta        | posta       | posta        |
| casteddu         | castheddu (pron. caɬteddu)           | calteddu     | casteddu    | castello     |
| istíu            | isthíu (pron. iɬtíu)                 | istíu        | istíu       | estate       |
| partire, mòvere  | parthì (pron. paɬtì)                 | paltì        | paltì       | partire      |
| Portu Turre      | Porthuddorra (pron. Poɬtudorra)      | Poltu Torra  | Poltu Turri | Porto Torres |
| carcanzu         | calchagnu (pron. caxxagnu)           | calcagnu     | calcagnu    | calcagno     |
| iscala           | ischara (pron. ixxara)               | icala        | scala       | scala        |
| barca            | barcha (pron. baxxa)                 | balca        | balca       | barca        |
| porcu            | porchu (pron. poxxu)                 | polcu        | polcu       | porco        |
| caldu            | caldhu (pron. caɮdu)                 | caldu        | caldu       | caldo        |
| lardu            | lardhu (pron. laɮdu)                 | lardu        | laldu       | lardo        |
| isdentigadu      | isdhintiggaddu (pron. iɮdintiggaddu) | sdintiggaddu | sdinticatu  | sdentato     |

### Influenze liguri
- Rotacismo di -l- a -r-. Questa caratteristica non è presente nel castellanese, ma dal sassarese è passata anche al vicino catalano algherese (cfr. algh. "scora", "ara"); al di fuori della Sardegna questa caratteristica è presente nel ligure. In campidanese, in alcune varianti, si ha il passaggio di "d" a "r": "meda" diventa "mera" (molto).

| Sardo logudorese | Sassarese     | Castellanese | Gallurese | Italiano |
| ---------------- | ------------- | ------------ | --------- | -------- |
| su               | lu (pron. ru) | lu           | lu        | il       |
| calore           | carori        | calori       | calori    | calore   |
| sole             | sori          | soli         | soli      | sole     |
| iscola           | ischora       | schola       | scola     | scuola   |
| ala              | ara           | ala          | ala       | ala      |
| mela             | mera          | mela         | mela      | mela     |

- Passaggio di c- a z-. Questo fenomeno è comune anche alla varietà occidentale del gallurese (aggese), sostituita invece con la prununcia di g- nel dialetto di Castelsardo; al di fuori della Sardegna anche questa caratteristica è presente nei dialetti liguri più conservativi (ad es. valle dell'Orba).

| Sardo logudorese | Sassarese | Castellanese | Gallurese | Italiano    |
| ---------------- | --------- | ------------ | --------- | ----------- |
| chentu           | zentu     | centu        | centu     | cento       |
| a nos bidere     | avvidezzi | avvidecci    | avvidecci | arrivederci |
| chimbe           | zincu     | cincu        | cincu     | cinque      |
| chelu            | zeru      | celu         | celu      | cielo       |
| chircare         | zirchà    | cilcà        | cilcà     | cercare     |
| detzìdere        | dizzidì   | diccidì      | dicidì    | decidere    |

### Influenze sardo logudoresi
- Passaggio di -t- in -dd- per influsso del sardo logudorese:

| Sardo logudorese | Sassarese | Castellanese | Gallurese | Italiano |
| ---------------- | --------- | ------------ | --------- | -------- |
| saludu           | saruddu   | saluddu      | salutu    | saluto   |
| aghedu           | azeddu    | aceddu       | acetu     | aceto    |
| criadura         | criaddura | criaddura    | criatura  | creatura |
| tzitade          | ziddai    | ciddai       | citai     | città    |

- Presenza di una i- eufonica davanti ai suoni sth- o sch-: isthranu (strano), ischara (scala), isthradoni (strada principale), ecc. Questo fenomeno è assente nel corso e nel gallurese, dove si dice scala, stradoni, ecc., ma è presente in sardo logudorese e nuorese (iscala, istradone), oltre che in spagnolo, portoghese e catalano, dove però invece della "i" viene inserita una "e": escalera/escala (spagn.), escala (cat.), "escada/escala" (port.). Va notato peraltro che queste parole, in sassarese, possono essere pronunciate (e scritte) anche senza la i- iniziale.
- Mantenimento della -t- in alcune parole, tipico del sardo logudorese, dove il gallurese, così come il sardo campidanese, presenta "z":

| Sardo logudorese                    | Sassarese  | Castellanese | Gallurese              | Italiano   |
| ----------------------------------- | ---------- | ------------ | ---------------------- | ---------- |
| tilipirche, tilibische              | tiribriccu | zilibriccu   | zilibriccu, ziribriccu | cavalletta |
| tiribriccu, tilibriu                | ziribrincu | ziribitula   | ziribitula             | gheppio    |
| tilighelta, tiligherta, tzilighetta | tirighetta | zirighetta   | zirichelta, fataredda  | lucertola  |
| taffaranu, tanfaranu                | tanfaranu  | zanfaranu    | zanfaranu              | zafferano  |

- Pronuncia di -dor- al posto di -tor-: imperadori (imperatore) per il corso imperadori/imperatore, analogamente alla pronuncia sarda imperadore;
- Passaggio a -ss- del gruppo -rs- (cossu [corso], videssi [vedersi]); il fenomeno è assente in corso (cfr. corsu), mentre è presente in sardo (cfr. cossu) e gallurese.
- Terminazione del gerundio presente in -endi, come anche in gallurese, similmente a quanto avviene con -ende nel sardo (mentre in corso è -endu/-andu);
- Presenza di un gran numero di termini logudoresi adattati, non presenti nel gallurese:

| Sardo logudorese | Sassarese        | Castellanese | Gallurese    | Italiano |
| ---------------- | ---------------- | ------------ | ------------ | -------- |
| inoghe           | inogghi          | inogga       | chinci       | qui      |
| pitzinnu         | pizzinnu         | piccinnu     | steddu       | ragazzo  |
| igue, in cue     | inghibi, inchìbi | inghì        | culà, chindi | là       |
| jaju             | giaiu, jaiu      | minnannu     | minnannu     | nonno    |
| mesa             | banca, mesa      | mesa, banca  | banca        | tavolo   |

- Parole, nomi di cose, di animali, termini botanici, spesso uguali a quelli sardi logudoresi.

### Influenze catalane
- Sono inoltre presenti molti vocaboli di origine catalana, spesso comuni anche al logudorese e al gallurese (* : in catalano è un castiglianismo) :

| Sardo logudorese        | Sassarese            | Castellanese | Gallurese        | Catalano                           | Italiano       |
| ----------------------- | -------------------- | ------------ | ---------------- | ---------------------------------- | -------------- |
| agabbare                | accabbà/aggabbà      | agabbà       | agabbà, micà     | acabar                             | terminare      |
| cagliare                | caglià               | caglià       | caglià           | callar                             | tacere         |
| cara                    | cara                 | cara         | cara             | cara                               | viso/faccia    |
| carrela, carrera        | carrera              | carrela      | carrera          | carrer                             | via, strada    |
| gana                    | gana                 | gana         | gana             | gana                               | voglia         |
| grogu                   | grogu                | grogu        | giallu, grogu    | groc                               | giallo         |
| matessi                 | matessi              | matessi      | matessi          | mateix                             | stesso         |
| mucadore, mucaloru      | muncaroru, muccaroru | muccalori    | miccalori        | mocador                            | fazzoletto     |
| presse, pressa          | pressa               | pressa       | pressa           | pressa                             | fretta, pressa |
| preguntare, pregontare  | priguntà             | priguntà     | pricuntà         | *preguntar                         | chiedere       |
| síndria                 | sindria              | sindria      | síndria          | síndria                            | anguria        |
| cadrea, cadira          | caddrea              | cadrea       | cadrea           | cadira                             | sedia          |
| portale                 | purthari             | pultali      | pultoni          | portal (pron. pultal in algherese) | porta, portone |
| paraula                 | paraura              | paraula      | paraula          | paraula                            | parola         |
| firmare                 | fimmà, signà         | filmà        | filmà            | signar (*firmar)                   | firmare        |
| trabagliare, traballare | trabaglià            | travaglià    | trabaddà         | treballar                          | lavorare       |
| abbassiare              | abbascià             | abbascià     | abbassà          | baixar (pron. bascià)              | abbassare      |
| banduleri               | pirdhurari           | banduleri    | banduleri        | bandoler (pron. banduler)          | vagabondo      |
| barberi                 | baiberi              | balberi      | balberi          | barber                             | barbiere       |
| lamentu, chescia        | lamentu, chescia     | chescia      | lamentu, chescia | *queixa (pron. chescia)            | lamento        |

### Influenze spagnole
- Sono relativamente rari i vocaboli inequivocabilmente ascrivibili alla sola lingua spagnola, e sono usualmente presenti anche nel logudorese e nel gallurese:

| Sardo logudorese | Sassarese                       | Castellanese | Gallurese            | Spagnolo                                                                                   | Italiano      |
| ---------------- | ------------------------------- | ------------ | -------------------- | ------------------------------------------------------------------------------------------ | ------------- |
| apposentu        | appusentu                       | appusentu    | appusentu            | aposento                                                                                   | stanza/camera |
| feu              | feu                             | feu          | feu                  | feo                                                                                        | brutto        |
| trigu            | triggu                          | triggu       | tricu                | trigo                                                                                      | grano         |
| ispitzèche       | azziccaddu, ippizzèccuru, zeccu | azziccaddu   | nanchjosu, spizzeccu | tacaño                                                                                     | tirchio       |
| mola             | mora                            | mola         | mola                 | muela                                                                                      | macina        |
| relozu           | ridozu, rilozu, rirozu          | rilógiu      | rilóciu              | reloj (è un catalanismo in castigliano, dunque in Sardegna potrebbe essere un catalanismo) | orologio      |

## Esempi

### Verbo essere, indicativo presente/imperfetto/passato remoto
| io sono/io ero/io fui       | eu soggu/eu era/eu fusi      |
| tu sei/tu eri/tu fosti      | tu sei/tu eri/tu fusi        |
| egli/ella è/era/fu          | eddu/edda è/era, fulthi/fusi |
| noi siamo/eravamo/fummo     | noi semmu/erami/fusimi       |
| voi siete/eravate/foste     | voi seddi/eraddi/fusiddi     |
| essi/esse sono/erano/furono | eddi sò/erani/fusini         |

### Verbo avere, indicativo presente/imperfetto/passato remoto
| io ho/avevo/ebbi               | eu aggiu/abia/abisi         |
| tu hai/avevi/avesti            | tu ai/abii o abisthi/abisi  |
| egli/ella ha/aveva/ebbe        | eddu/edda à/abia/abisi      |
| noi abbiamo/avevamo/avemmo     | noi abemmu/abiami/abisimi   |
| voi avete/avevate/aveste       | voi abeddi/abiaddi/abisiddi |
| essi/esse hanno/avevano/ebbero | eddi ani/abiani/abisini     |

Passato remoto del verbo essere:
Io fui, Eu fusi, tu fosti, Tu fusi
Lui fu, Eddu fusi, Noi fummo, Noi fusimi, Voi Foste, Voi Fusiddi, Loro furono, Eddi Fusini

### Numeri cardinali
| 1          | unu          |
| 2          | dui          |
| 3          | tre          |
| 4          | quattru      |
| 5          | zincu        |
| 6          | sei          |
| 7          | setti        |
| 8          | ottu         |
| 9          | nobi         |
| 10         | dezi         |
| 11         | ondizi       |
| 12         | dodizi       |
| 13         | tredizi      |
| 14         | quattordhizi |
| 15         | quindizi     |
| 16         | sedizi       |
| 17         | dizasetti    |
| 18         | dizottu      |
| 19         | dizannobi    |
| 20         | vinti        |
| 21         | vintunu      |
| 22         | vintidui     |
| 30         | trinta       |
| 40         | quaranta     |
| 50         | zincuanta    |
| 60         | sessanta     |
| 70         | settanta     |
| 80         | ottanta      |
| 90         | nobanta      |
| 100        | zentu        |
| 101        | zentu e unu  |
| 102        | zentu e dui  |
| 200        | duizentu     |
| 300        | trezentu     |
| 400        | quattruzentu |
| 500        | zincuzentu   |
| 600        | seizentu     |
| 700        | settizentu   |
| 800        | ottuzentu    |
| 900        | nobizentu    |
| 1000       | milli        |
| 2000       | duimiria     |
| 3000       | trimiria     |
| 4000       | quattrumiria |
| 5000       | zincumiria   |
| 6000       | seimiria     |
| 7000       | settimiria   |
| 8000       | ottumiria    |
| 9000       | nobimiria    |
| 10000      | dezimiria    |
| un milione | un mirioni   |

## Toponimi
Nell'uso quotidiano il sassarese può utilizzare indifferentemente toponimi in italiano, sardo o gallurese. Tuttavia per diverse località esiste uno specifico toponimo o viene impiegato un esonimo in sassarese. L'isola viene chiamata Sardhigna e i suoi abitanti sardhi, mentre la Provincia Prubìnzia di Sassari. È possibile che esistessero altri centri di parlata sassarese oggi scomparsi, come il villaggio medievale di Geridu nel territorio di Sorso.
Toponimi del Comune di Sassari
- Latte Dolce: Latti Dozzi
- Monte Rosello: Monti Ruseddu
- Palmadula: Paimadura[28]
- San Giovanni: Santu Giuanni
- Sassari: Sassari

Altri toponimi del sassarese
- Castelsardo: Castheddu sardhu
- Porto Torres: Porthu Torra
- Pozzo San Nicola: Santu Nigora
- Sedini: Séddini
- Sorso: Sossu
- Stintino: Isthintini
- Tergu: Zélgu

Esonimi
- Alghero: L'Ariera
- Cargeghe: Cagliègga[29]
- Chiaramonti: Ciaramònti[29]
- Martis: Màlti[29]
- Olmedo: Urumeddu[30]
- Osilo: Ósili[29]
- Perfugas: Pèifigga[29]
- Sennori: Sènnari